# Uva del Vinalopó

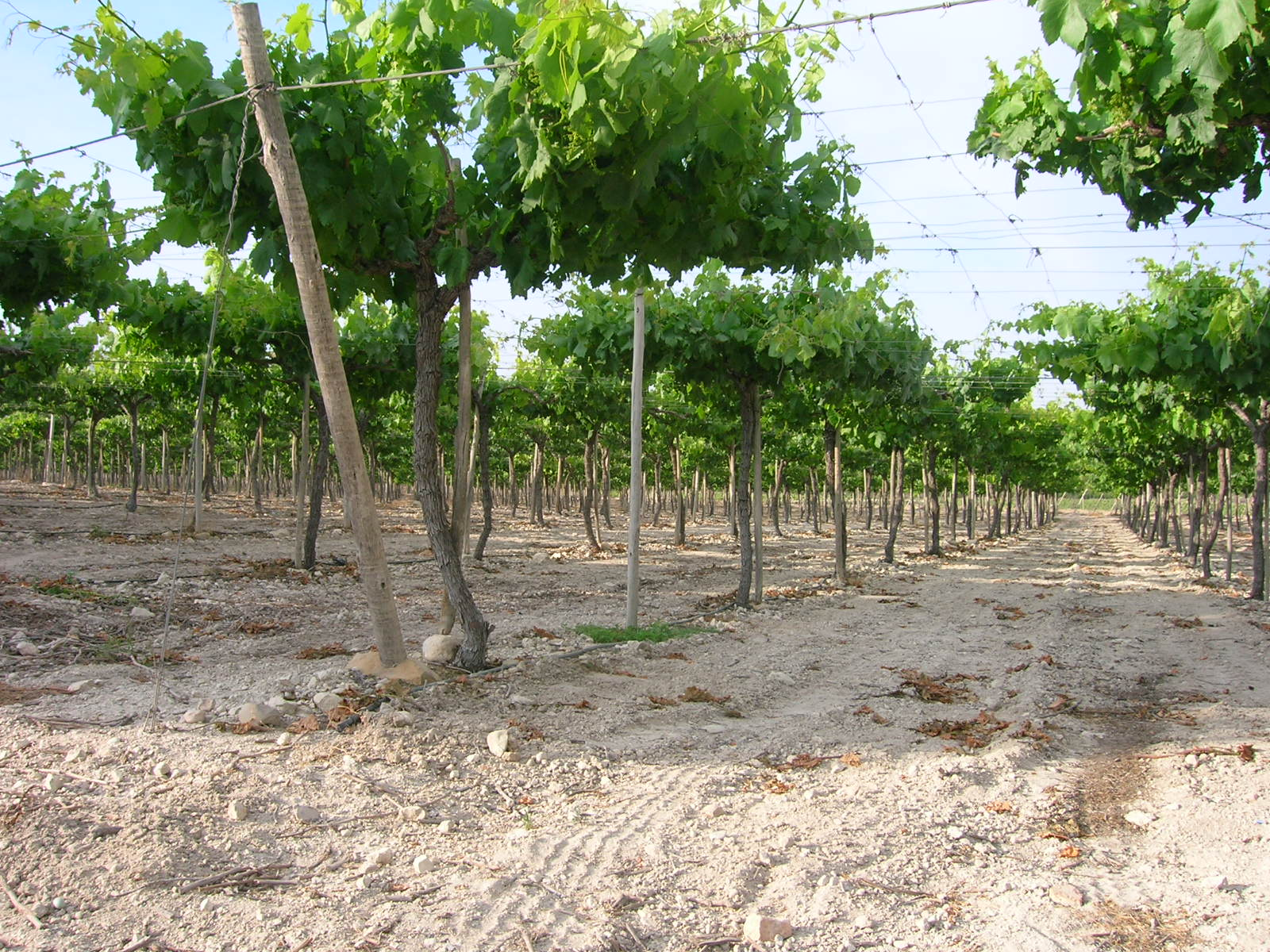
Viñas de uva de mesa del Vinalopó

La Uva de mesa embolsada Vinalopó es una denominación de origen otorgada a la uva de mesa producida en la comarca valenciana del Medio Vinalopó, en Alicante, España. La uva se embolsa para protegerla de las agresiones de aves, insectos, pesticidas y de las inclemencias meteorológicas, retrasando, además, la maduración de la uva, lo que permite la recolección de la misma en fechas más tardías.

## Historia
Aunque la denominación de origen fue creada el 24 de noviembre de 1982 el cultivo de la uva es conocido en el valle del Vinalopó desde tiempos ancestrales y la primera referencia al embolsado de la uva se produce en la localidad de Novelda en 1919.

## Zona geográfica
La denominación ampara la producción de uva embolsada en las siguientes locadidaes de la comarca del Medio Vinalopó:
Aspe, Hondón de los Frailes, Hondón de las Nieves, Monforte del Cid, Novelda y La Romana así como en la localidad de Agost de la comarca del Campo de Alicante.

## Variedades
La denominación protege la producción de dos variedades de uva blanca, ideal y aledo. 
Además se distinguen dos tipos de racimos:
- Categoría extra: Racimos de al menos doscientos gramos y sin ningún tipo de defecto.

- Categoría primera: Racimos de al menos ciento cincuenta gramos con alguna posible deformación del racimo o defecto de coloración en las uvas.

## Nochevieja
En España es costumbre consumir una uva embolsada del Vinalopó por cada una de las doce campanadas con las que se inicia el año nuevo. Esta tradición surgió a que debido al exceso de producción de uva embolsada del año 1909. Los agricultores alicantinos tuvieron la ocurrencia de asociar el consumo de uva a la entrada del nuevo año consiguiendo que dicho acto sea una tradición arraigada entre todos los españoles.[cita requerida]

## Enlaces
- Consejo Regulador de la Uva del Vinalopó.